# Bivolje
Bivolje (en serbe cyrillique : Бивоље) est un village de Serbie situé sur le territoire de la Ville de Kruševac, district de Rasina. Au recensement de 2011, il comptait 259 habitants.

## Démographie

### Évolution historique de la population
| 1948  | 1953  | 1961  | 1971  | 1981 | 1991 | 2002 | 2011 |
| ----- | ----- | ----- | ----- | ---- | ---- | ---- | ---- |
| 2 588 | 2 769 | 3 420 | 6 905 | 212  | 186  | 330  | 259  |

|  |